# FBI
 For alternative betydninger, se FBI (flertydig). (Se også artikler, som begynder med FBI)
Federal Bureau of Investigation (FBI), tidligere Bureau of Investigation (BOI), er USAs nationale sikkerhedstjeneste og forbundspoliti, der efterforsker forbrydelser, som strækker sig på tværs af USA's forbundsstater. FBI er underlagt U.S. Department of Justice, en del af U.S. Intelligence Community og refererer både til landets Justitsminister og chefen for nationale efterretninger. Som landets førende myndighed inde for anti-terrorisme, kontraspionage og kriminalefterforskning har FBI jurisdiktion over mere end 200 typer af føderale forbrydelser.
FBI er på mange måder unik i sine funktioner, men hvad angår national sikkerhed kan fx britiske MI5 og danske PET sammenlignes med dem.
Den øverste chef for FBI kaldes director og udpeges af præsidenten for en tiårig periode. Siden 1972 skal vedkommende derudover godkendes af Senatet. Den nuværende chef er Christopher A. Wray. Den mest berømte FBI-chef i tidens løb er J. Edgar Hoover, der var chef for FBI (og BOI) i hele 48 år fra 1924 indtil sin død i 1972.

## Personel
FBI har 56 afdelinger fordelt på USA's større byer samt flere end 400 kontorer i mindre byer og uden for landets grænser. 
Selvom FBI primært fokuserer på det nationale, har de også sat et vigtigt internationalt fodaftryk. FBI har over 60 udenlandske afdelinger (kaldet legal attachés) og over 12 små kontorer på amerikanske ambassader og konsulater rundt om i verden. Meningen med disse udenlandske kontorer er at koordinere med de respektive landes sikkerhedstjenester. FBI udfører af og til hemmelige internationale aktiviteter. Disse udenlandske aktiviteter kræver koordinering på tværs af de statslige myndigheder.
FBI har ca. 35.000 ansatte. Disse inkluderer specialagenter og støttepersonel såsom efterretningsanalytikere, sprogspecialister, forskere og it-specialister.

## Opgave
FBI's opgave er "at beskytte det amerikanske folk og at opretholde USA's forfatning". De aktuelle prioriteter i 2017 er at:
- Beskytte USA mod terrorangreb
- Beskytte USA mod udenlandske efterretningsoperationer og spionage
- Beskytte USA mod it-baserede angreb og højteknologiske forbrydelser
- Bekæmpe offentlig korruption på alle niveauer
- Beskytte borgerrettigheder
- Bekæmpe større økonomisk kriminalitet
- Bekæmpe betydelig voldelig kriminalitet

## Chefer
For Bureau of Investigation (1908–1935)
| Nr. | Portræt               | Navn                          | Periode                           | Længde           | Præsident(er)      |
| --- | --------------------- | ----------------------------- | --------------------------------- | ---------------- | ------------------ |
| 1   |                       | Stanley Finch                 | 26. juli 1908 – 30. april 1912    | 3 år og 279 dage | Theodore Roosevelt |
| 1   | William H. Taft       | Stanley Finch                 | 26. juli 1908 – 30. april 1912    | 3 år og 279 dage |                    |
| 2   |                       | A. Bruce Bielaski             | 30. april 1912 – 10. februar 1919 | 6 år og 286 dage |                    |
| 2   | Woodrow Wilson        | A. Bruce Bielaski             | 30. april 1912 – 10. februar 1919 | 6 år og 286 dage |                    |
| —   |                       | William E. Allen (fungerende) | 10. februar 1919 – 30. juni 1919  | 0 år og 140 dage |                    |
| 3   |                       | William J. Flynn              | 1. juli 1919 – 21. august 1921    | 2 år og 51 dage  |                    |
| 3   | Warren Harding        | William J. Flynn              | 1. juli 1919 – 21. august 1921    | 2 år og 51 dage  |                    |
| 4   |                       | William J. Burns              | 22. august 1921 – 10. maj 1924    | 2 år og 262 dage |                    |
| 4   | Calvin Coolidge       | William J. Burns              | 22. august 1921 – 10. maj 1924    | 2 år og 262 dage |                    |
| 5   |                       | J. Edgar Hoover               | 10. maj 1924 – 30. juni 1935      | 11 år og 51 dage |                    |
| 5   | Herbert Hoover        | J. Edgar Hoover               | 10. maj 1924 – 30. juni 1935      | 11 år og 51 dage |                    |
| 5   | Franklin D. Roosevelt | J. Edgar Hoover               | 10. maj 1924 – 30. juni 1935      | 11 år og 51 dage |                    |

For Federal Bureau of Investigation (fra 1935)
| Nr. | Portræt              | Navn                             | Periode                               | Længde            | Præsident(er)         |
| --- | -------------------- | -------------------------------- | ------------------------------------- | ----------------- | --------------------- |
| 1   |                      | J. Edgar Hoover                  | 1. juli 1935 – 2. maj 1972            | 36 år og 306 dage | Franklin D. Roosevelt |
| 1   | Harry S. Truman      | J. Edgar Hoover                  | 1. juli 1935 – 2. maj 1972            | 36 år og 306 dage |                       |
| 1   | Dwight D. Eisenhower | J. Edgar Hoover                  | 1. juli 1935 – 2. maj 1972            | 36 år og 306 dage |                       |
| 1   | John F. Kennedy      | J. Edgar Hoover                  | 1. juli 1935 – 2. maj 1972            | 36 år og 306 dage |                       |
| 1   | Lyndon Johnson       | J. Edgar Hoover                  | 1. juli 1935 – 2. maj 1972            | 36 år og 306 dage |                       |
| 1   | Richard Nixon        | J. Edgar Hoover                  | 1. juli 1935 – 2. maj 1972            | 36 år og 306 dage |                       |
| —   |                      | Clyde Tolson (fungerende)        | 2. maj 1972 – 3. maj 1972             | 0 år og 1 dage    |                       |
| —   |                      | L. Patrick Gray (fungerende)     | 3. maj 1972 – 27. april 1973          | 0 år og 359 dage  |                       |
| —   |                      | William Ruckelshaus (fungerende) | 30. april 1973 – 9. juli 1973         | 0 år og 70 dage   |                       |
| 2   |                      | Clarence M. Kelley               | 9. juli 1973 – 15. februar 1978       | 4 år og 221 dage  |                       |
| 2   | Gerald Ford          | Clarence M. Kelley               | 9. juli 1973 – 15. februar 1978       | 4 år og 221 dage  |                       |
| 2   | Jimmy Carter         | Clarence M. Kelley               | 9. juli 1973 – 15. februar 1978       | 4 år og 221 dage  |                       |
| —   |                      | James B. Adams (fungerende)      | 15. februar 1978 – 23. februar 1978   | 0 år og 8 dage    |                       |
| 3   |                      | William H. Webster               | 23. februar 1978 – 25. maj 1987       | 9 år og 91 dage   |                       |
| 3   | Ronald Reagan        | William H. Webster               | 23. februar 1978 – 25. maj 1987       | 9 år og 91 dage   |                       |
| —   |                      | John E. Otto (fungerende)        | 26. maj 1987 – 2. november 1987       | 0 år og 160 dage  |                       |
| 4   |                      | William S. Sessions              | 2. november 1987 – 19. juli 1993      | 5 år og 259 dage  |                       |
| 4   | George H. W. Bush    | William S. Sessions              | 2. november 1987 – 19. juli 1993      | 5 år og 259 dage  |                       |
| 4   | Bill Clinton         | William S. Sessions              | 2. november 1987 – 19. juli 1993      | 5 år og 259 dage  |                       |
| —   |                      | Floyd I. Clarke (fungerende)     | 19. juli 1993 – 1. september 1993     | 0 år og 44 dage   |                       |
| 5   |                      | Louis Freeh                      | 1. september 1993 – 25. juni 2001     | 7 år og 297 dage  |                       |
| 5   | George W. Bush       | Louis Freeh                      | 1. september 1993 – 25. juni 2001     | 7 år og 297 dage  |                       |
| —   |                      | Thomas J. Pickard (fungerende)   | 25. juni 2001 – 4. september 2001     | 0 år og 71 dage   |                       |
| 6   |                      | Robert Mueller                   | 4. september 2001 – 4. september 2013 | 12 år og 0 dage   |                       |
| 6   | Barack Obama         | Robert Mueller                   | 4. september 2001 – 4. september 2013 | 12 år og 0 dage   |                       |
| 7   |                      | James Comey                      | 4. september 2013 – 9. maj 2017       | 3 år og 247 dage  |                       |
| 7   | Donald Trump         | James Comey                      | 4. september 2013 – 9. maj 2017       | 3 år og 247 dage  |                       |
| —   |                      | Andrew McCabe (fungerende)       | 9. maj 2017 – 2. august 2017          | 0 år og 85 dage   |                       |
| 8   |                      | Christopher A. Wray              | 2. august 2017 – Nuværende            | 7 år og 346 dage  |                       |
| 8   | Joe Biden            | Christopher A. Wray              | 2. august 2017 – Nuværende            | 7 år og 346 dage  |                       |